# Giải Grammy cho bài hát của năm
Giải Grammy cho Bài hát của năm là một trong bốn hạng mục quan trọng nhất trong hệ thống giải thưởng âm nhạc Grammy của Mỹ, cùng với Album của năm, Thu âm của năm và Nghệ sĩ mới xuất sắc nhất. Xuyên suốt lịch sử của giải, rất nhiều bản ghi âm đã được đề cử ở cả hai hạng mục "Bài hát của năm" và "Ghi âm của năm" và cũng không ít lần đã đoạt cả hai giải. Tuy nhiên, không giống với "Ghi âm của năm", giải Grammy hạng mục "Bài hát của năm" chỉ được trao cho nhạc sĩ/nhà soạn nhạc đã sáng tác ra ca khúc chứ không trao cho nghệ sĩ thể hiện bài hát.
Dưới đây là danh sách đầy đủ các bản ghi âm đã đoạt giải "Bài hát của năm" (* nghĩa là bản ghi âm cũng đồng thời đoạt giải "Ghi âm của năm").

## Lịch sử và thành lập
Giải Grammy cho Bài hát của năm bắt đầu được trao tặng từ năm 1959. Đây là một trong bốn hạng mục danh giá trong giải Grammy. Mặc dù cả hai giải "Bài hát của năm" và "Thu âm của năm" đều được trao cho một đĩa đơn hoặc một ca khúc trong album, giải "Bài hát của năm" chỉ trao cho các nhạc sĩ sáng tác ca khúc đó, còn "Thu âm của năm" sẽ trao cho đội ngũ sản xuất và nghệ sĩ biểu diễn ca khúc đó. Theo sửa đổi mới của Giải Grammy lần thứ 54, giải sẽ trao cho nhạc sĩ sáng tác của một bài hát "phải có giai điệu và lời ca đặc sắc và phải là một bài hát mới, hay một bài hát đầu tiên nổi trội nhất và đạt đủ năm chỉ tiêu đề ra. Một ca khúc hay phải thật nổi bật và đương nhiên là phải đáp ứng được những điều kiện trên."

## Nội dung thắng giải

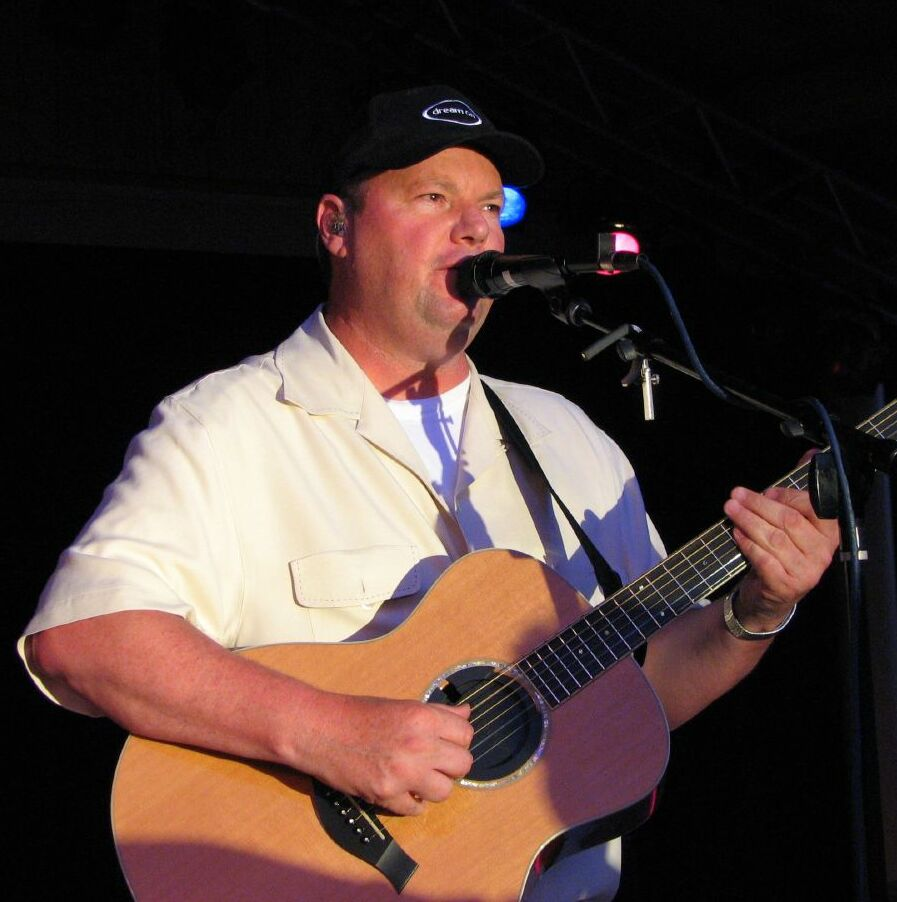
Christopher Cross - người đầu tiên giành 6 giải Grammy chỉ trong một đêm.

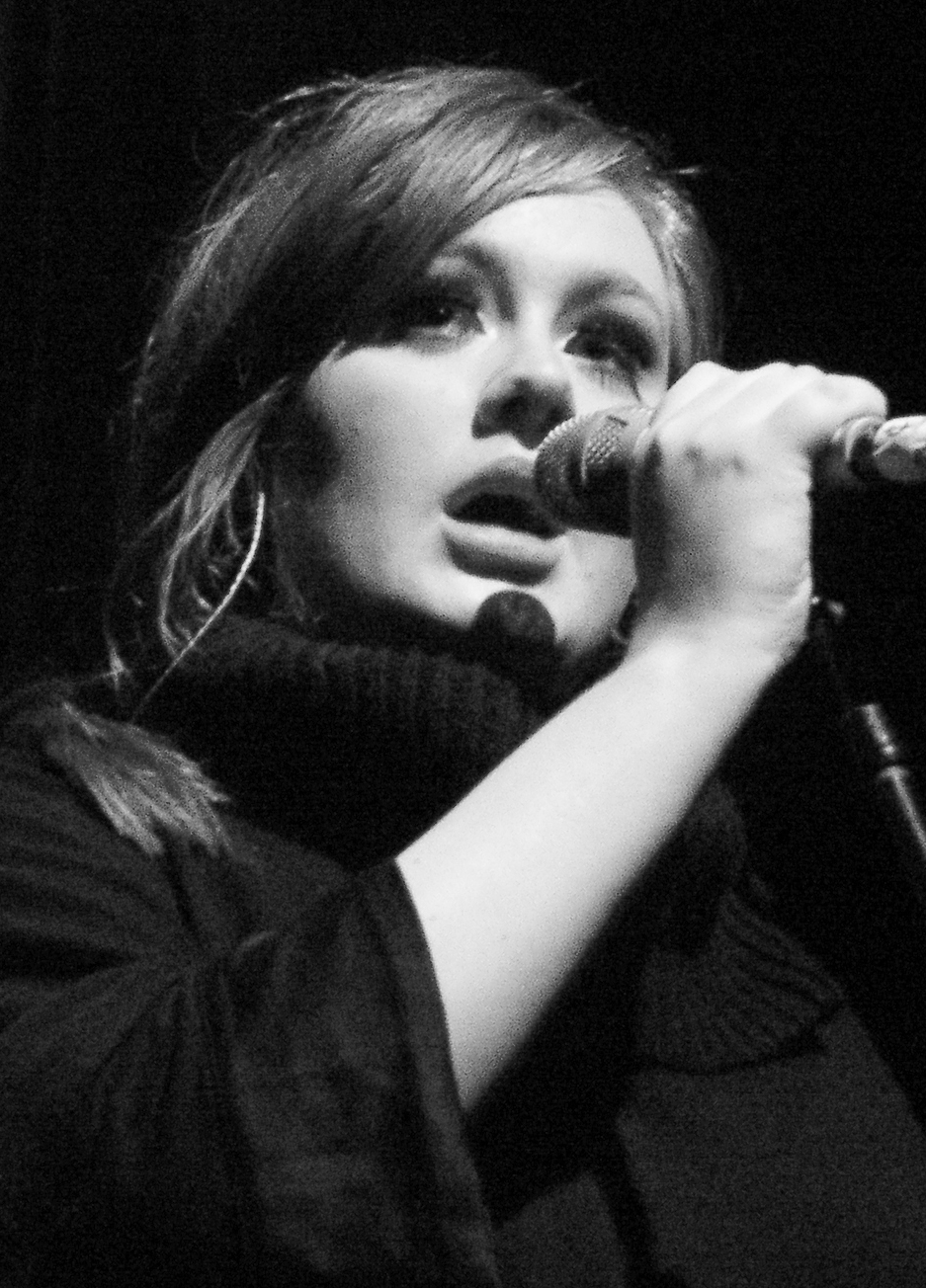
Adele là người thứ 2 trong lịch sử giành 6 giải Grammy trong một đêm kể từ thời Christopher Cross.

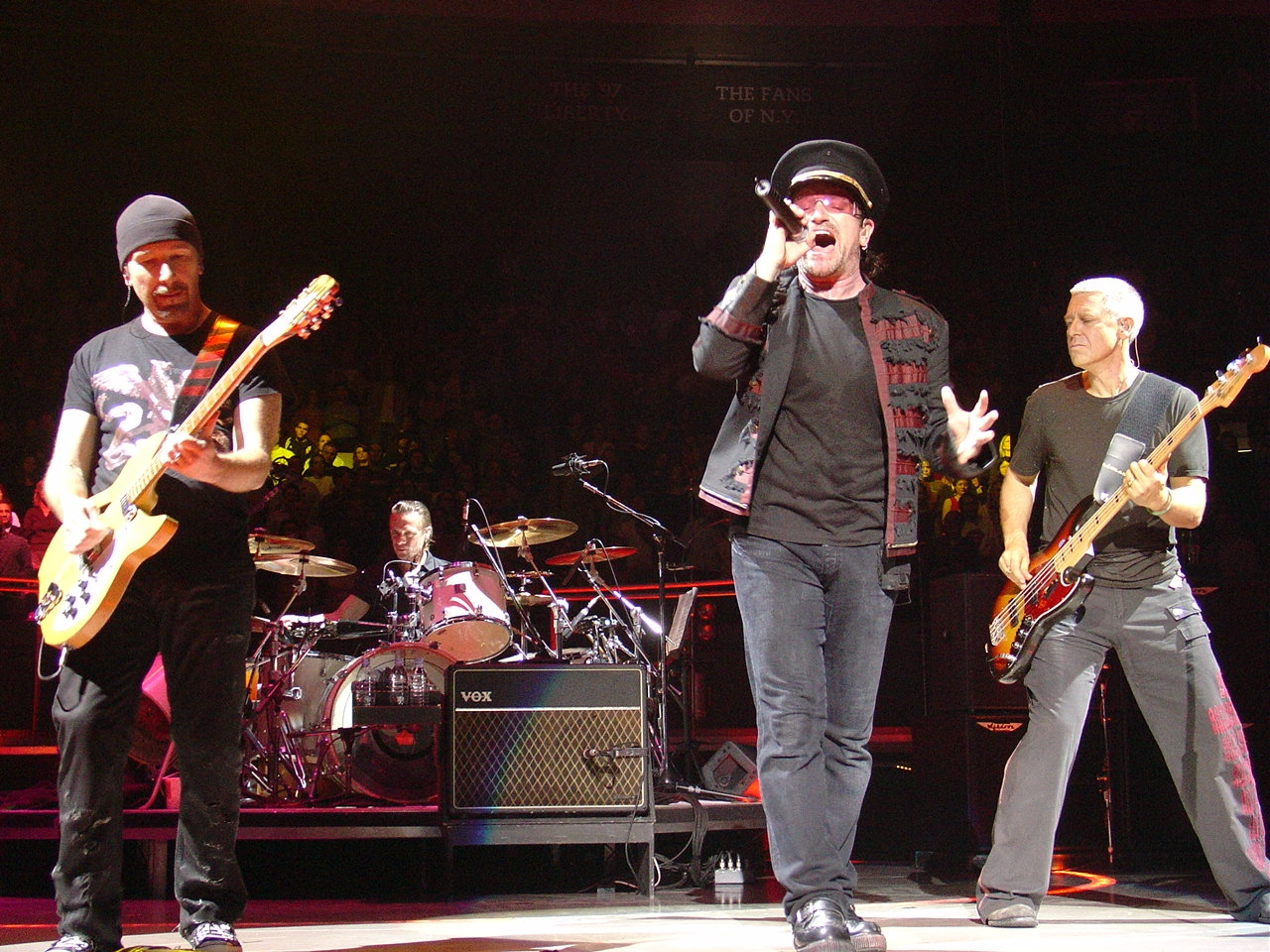
U2 từng 2 lần thắng giải năm 2001, 2006.

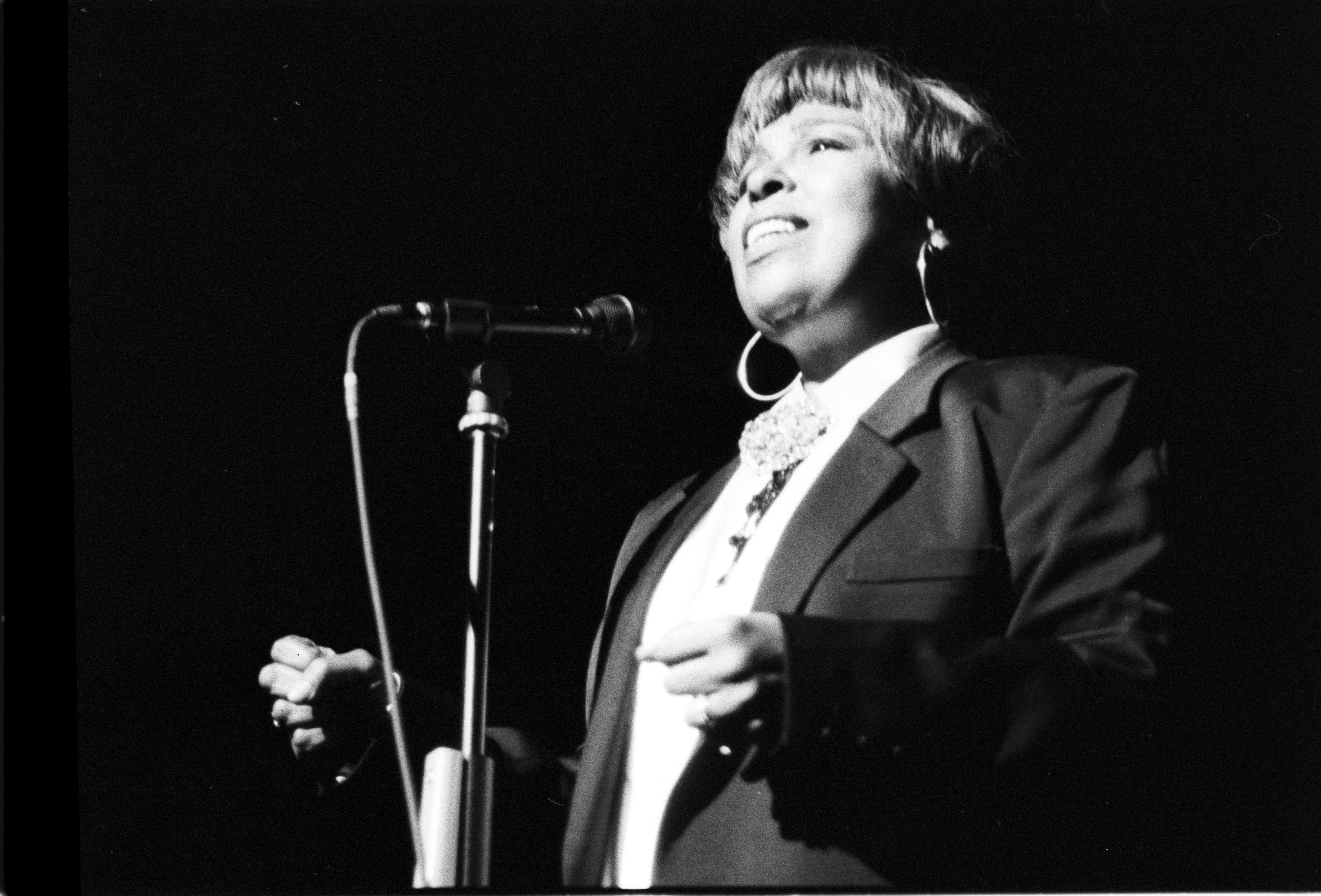
Roberta Flack đã từng 2 lần thắng giải.

| Năm[I] | Sáng tác                                                        | Quốc tịch                  | Ca khúc                                      | Nghệ sĩ trình diễn(s)[II]       | Các đề cử khác | Ghi chú |
| ------ | --------------------------------------------------------------- | -------------------------- | -------------------------------------------- | ------------------------------- | --- | ------- |
| 1959   | Domenico Modugno Franco Migliacci                               | Italy                      | "Volare" *                                   | Domenico Modugno                | - Cy Coleman & Carolyn Leigh for "Witchcraft" performed by Frank Sinatra | [ 1 ]   |
| 1960   | Jimmy Driftwood                                                 | Hoa Kỳ                     | "The Battle of New Orleans"                  | Johnny Horton                   | - Jule Styne & Stephen Sondheim for "Small World" performed by Johnny Mathis | [ 2 ]   |
| 1961   | Ernest Gold                                                     | Hoa Kỳ · Austria           | "Theme of Exodus"                            | Instrumental (Various artists)  | - Max Steiner for "Theme from A Summer Place" performed by Percy Faith | [ 3 ]   |
| 1962   | Henry Mancini Johnny Mercer                                     | Hoa Kỳ                     | "Moon River" *                               | Henry Mancini                   | - Jule Styne, Betty Comden & Adolph Green for "Make Someone Happy" performed by Various Artists | [ 4 ]   |
| 1963   | Leslie Bricusse Anthony Newley                                  | United Kingdom             | "What Kind of Fool Am I?"                    | Sammy Davis, Jr.                | - Richard Rodgers for "The Sweetest Sounds" performed by Various Artists | [ 5 ]   |
| 1964   | Henry Mancini Johnny Mercer                                     | Hoa Kỳ                     | "Days of Wine and Roses" *                   | Henry Mancini                   | - Burt Bacharach & Hal David for "Wives and Lovers" performed by Jack Jones | [ 6 ]   |
| 1965   | Jerry Herman                                                    | Hoa Kỳ                     | "Hello, Dolly!"                              | Louis Armstrong                 | - Leslie Bricusse & Anthony Newley for "Who Can I Turn To?" performed by Tony Bennett | [ 7 ]   |
| 1966   | Paul Francis Webster Johnny Mandel                              | Hoa Kỳ                     | "The Shadow of Your Smile"                   | Tony Bennett                    | - Roger Miller for "King of the Road" performed by Roger Miller |         |
| 1967   | John Lennon Paul McCartney                                      | United Kingdom             | "Michelle"                                   | The Beatles                     | - Bert Kaempfert, Charles Singleton & Eddie Snyder for "Strangers in the Night" performed by Frank Sinatra |         |
| 1968   | Jimmy Webb                                                      | Hoa Kỳ                     | "Up, Up, and Away" *                         | The 5th Dimension               | - John Hartford for "Gentle on My Mind" performed by Glen Campbell | [ 8 ]   |
| 1969   | Bobby Russell                                                   | Hoa Kỳ                     | "Little Green Apples"                        | O.C. Smith                      | - Paul Simon for "Mrs. Robinson" performed by Simon & Garfunkel | [ 9 ]   |
| 1970   | Joe South                                                       | Hoa Kỳ                     | "Games People Play"                          | Joe South                       | - Burt Bacharach & Hal David for "Raindrops Keep Fallin' on My Head" performed by B. J. Thomas | [ 10 ]  |
| 1971   | Paul Simon                                                      | Hoa Kỳ                     | "Bridge over Troubled Water" *               | Simon & Garfunkel               | - Roger Nichols & Paul Williams for "We've Only Just Begun" performed by The Carpenters | [ 11 ]  |
| 1972   | Carole King                                                     | Hoa Kỳ                     | "You've Got a Friend"                        | James Taylor & Carole King      | - Joe South for "(I Never Promised You a) Rose Garden" performed by Lynn Anderson | [ 12 ]  |
| 1973   | Ewan MacColl                                                    | United Kingdom             | "The First Time Ever I Saw Your Face" *      | Roberta Flack                   | - Marilyn Bergman, Alan Bergman & Michel Legrand for "The Summer Knows" performed by Michel Legrand | [ 13 ]  |
| 1974   | Norman Gimbel Charles Fox                                       | Hoa Kỳ                     | "Killing Me Softly with His Song" *          | Roberta Flack                   | - Irwin Levine & L. Russell Brown for "Tie a Yellow Ribbon Round the Ole Oak Tree" performed by Dawn featuring Tony Orlando | [ 14 ]  |
| 1975   | Marilyn Bergman Alan Bergman Marvin Hamlisch                    | Hoa Kỳ                     | "The Way We Were"                            | Barbra Streisand                | - Paul Williams & Ken Ascher for "You and Me Against the World" performed by Helen Reddy |         |
| 1976   | Stephen Sondheim                                                | Hoa Kỳ                     | "Send in the Clowns"                         | Judy Collins                    | - Larry Weiss for "Rhinestone Cowboy" performed by Glen Campbell | [ 15 ]  |
| 1977   | Bruce Johnston                                                  | Hoa Kỳ                     | "I Write the Songs"                          | Barry Manilow                   | - Gordon Lightfoot for "The Wreck of the Edmund Fitzgerald" performed by Gordon Lightfoot | [ 16 ]  |
| 1978   | Barbra Streisand Paul Williams                                  | Hoa Kỳ                     | "Evergreen (Love Theme from A Star Is Born)" | Barbra Streisand                | - Joe Brooks for "You Light Up My Life" performed by Debby Boone | [ 17 ]  |
| 1979   | Billy Joel                                                      | Hoa Kỳ                     | "Just the Way You Are" *                     | Billy Joel                      | - Randy Goodrum for "You Needed Me" performed by Anne Murray | [ 18 ]  |
| 1980   | Kenny Loggins Michael McDonald                                  | Hoa Kỳ                     | "What a Fool Believes" *                     | The Doobie Brothers             | - Steve Gibb for "She Believes in Me" performed by Kenny Rogers | [ 19 ]  |
| 1981   | Christopher Cross                                               | Hoa Kỳ                     | "Sailing" *                                  | Christopher Cross               | - Barry Gibb & Robin Gibb for "Woman in Love" performed by Barbra Streisand | [ 20 ]  |
| 1982   | Donna Weiss Jackie DeShannon                                    | Hoa Kỳ                     | "Bette Davis Eyes" *                         | Kim Carnes                      | - Dolly Parton for "9 to 5" performed by Dolly Parton | [ 21 ]  |
| 1983   | Johnny Christopher Mark James Wayne Carson                      | Hoa Kỳ                     | "Always on My Mind"                          | Willie Nelson                   | - Donald Fagen for "I.G.Y. (What a Beautiful World)" performed by Donald Fagen | [ 22 ]  |
| 1984   | Sting                                                           | United Kingdom             | "Every Breath You Take"                      | The Police                      | - Michael Sembello & Dennis Matkosky for "Maniac" performed by Michael Sembello |         |
| 1985   | Graham Lyle Terry Britten                                       | United Kingdom · Australia | "What's Love Got to Do with It" *            | Tina Turner                     | - Cyndi Lauper & Rob Hyman for "Time after Time" performed by Cyndi Lauper | [ 23 ]  |
| 1986   | Michael Jackson Lionel Richie                                   | Hoa Kỳ                     | "We Are the World" *                         | USA for Africa                  | - Mick Jones for "I Want to Know What Love Is" performed by Foreigner | [ 24 ]  |
| 1987   | Burt Bacharach Carole Bayer Sager                               | Hoa Kỳ                     | "That's What Friends Are For"                | Dionne Warwick & Friends        | - Paul Simon for "Graceland" performed by Paul Simon | [ 25 ]  |
| 1988   | James Horner Barry Mann Cynthia Weil                            | Hoa Kỳ                     | "Somewhere Out There"                        | Linda Ronstadt & James Ingram   | - Michael Masser & Will Jennings for "Didn't We Almost Have It All" performed by Whitney Houston | [ 26 ]  |
| 1989   | Bobby McFerrin                                                  | Hoa Kỳ                     | "Don't Worry, Be Happy" *                    | Bobby McFerrin                  | - Brenda Russell, Jeff Hall & Scott Cutler for "Piano in the Dark" performed by Brenda Russell | [ 27 ]  |
| 1990   | Larry Henley Jeff Silbar                                        | Hoa Kỳ                     | "Wind Beneath My Wings" *                    | Bette Midler                    | - Mike Rutherford & B. A. Robertson for "The Living Years" performed by Mike + The Mechanics | [ 28 ]  |
| 1991   | Julie Gold                                                      | Hoa Kỳ                     | "From a Distance"                            | Bette Midler                    | - Mariah Carey & Ben Margulies for "Vision of Love" performed by Mariah Carey - Phil Collins for "Another Day in Paradise" performed by Phil Collins - Prince for "Nothing Compares 2 U" performed by Sinéad O'Connor - Chynna Phillips, Glen Ballard & Carnie Wilson for "Hold On" performed by Wilson Phillips                                                                                                  | [ 29 ]  |
| 1992   | Irving Gordon                                                   | Hoa Kỳ                     | "Unforgettable" *                            | Natalie Cole with Nat King Cole | - Marc Cohn for "Walking in Memphis" performed by Marc Cohn | [ 30 ]  |
| 1993   | Eric Clapton Will Jennings                                      | United Kingdom · Hoa Kỳ    | "Tears in Heaven" *                          | Eric Clapton                    | - Wendy Waldman, Jon Lind & Phil Galdston for "Save the Best for Last" performed by Vanessa Williams | [ 31 ]  |
| 1994   | Alan Menken Tim Rice                                            | Hoa Kỳ · United Kingdom    | "A Whole New World"                          | Peabo Bryson & Regina Belle     | - Neil Young for "Harvest Moon" performed by Neil Young | [ 32 ]  |
| 1995   | Bruce Springsteen                                               | Hoa Kỳ                     | "Streets of Philadelphia"                    | Bruce Springsteen               | - Gary Baker & Frank J. Myers for "I Swear" versions performed by John Michael Montgomery & All-4-One | [ 33 ]  |
| 1996   | Seal                                                            | United Kingdom             | "Kiss from a Rose" *                         | Seal                            | - Glen Ballard & Alanis Morissette for "You Oughta Know" performed by Alanis Morissette | [ 34 ]  |
| 1997   | Gordon Kennedy Wayne Kirkpatrick Tommy Sims                     | Hoa Kỳ                     | "Change the World" *                         | Eric Clapton                    | - Kenneth "Babyface" Edmonds for "Exhale (Shoop Shoop)" performed by Whitney Houston | [ 35 ]  |
| 1998   | Shawn Colvin John Leventhal                                     | Hoa Kỳ                     | "Sunny Came Home" *                          | Shawn Colvin                    | - R. Kelly for "I Believe I Can Fly" performed by R. Kelly | [ 36 ]  |
| 1999   | James Horner Will Jennings                                      | Canada                     | "My Heart Will Go On" *                      | Celine Dion                     | - Robert Lange & Shania Twain for "You're Still the One" performed by Shania Twain | [ 37 ]  |
| 2000   | Itaal Shur Rob Thomas                                           | Hoa Kỳ                     | "Smooth" *                                   | Santana featuring Rob Thomas    | - Shania Twain & Robert Lange for "You've Got a Way" performed by Shania Twain | [ 38 ]  |
| 2001   | Adam Clayton David Evans Larry Mullen, Jr. Paul Hewson          | Ireland                    | "Beautiful Day" *                            | U2                              | - Mark Sanders & Tia Sillers for "I Hope You Dance" performed by Lee Ann Womack | [ 39 ]  |
| 2002   | Alicia Keys                                                     | Hoa Kỳ                     | "Fallin'"                                    | Alicia Keys                     | - Nelly Furtado for "I'm Like a Bird" performed by Nelly Furtado | [ 40 ]  |
| 2003   | Jesse Harris                                                    | Hoa Kỳ                     | "Don't Know Why" *                           | Norah Jones                     | - Alan Jackson for "Where Were You (When the World Stopped Turning)" performed by Alan Jackson | [ 41 ]  |
| 2004   | Richard Marx Luther Vandross                                    | Hoa Kỳ                     | "Dance with My Father"                       | Luther Vandross                 | - Jeff Bass, Eminem & Luis Resto for "Lose Yourself" performed by Eminem | [ 42 ]  |
| 2005   | John Mayer                                                      | Hoa Kỳ                     | "Daughters"                                  | John Mayer                      | - Daniel Estrin & Douglas Robb for "The Reason" performed by Hoobastank | [ 43 ]  |
| 2006   | Adam Clayton David Evans Larry Mullen, Jr. Paul Hewson          | Ireland                    | "Sometimes You Can't Make It on Your Own"    | U2                              | - John Legend & will.i.am for "Ordinary People" performed by John Legend | [ 44 ]  |
| 2007   | Emily Robison Martie Maguire Natalie Maines Dan Wilson          | Hoa Kỳ                     | "Not Ready to Make Nice" *                   | Dixie Chicks                    | - Brett James, Hillary Lindsey & Gordie Sampson for "Jesus, Take the Wheel" performed by Carrie Underwood | [ 45 ]  |
| 2008   | Amy Winehouse                                                   | United Kingdom             | "Rehab" *                                    | Amy Winehouse                   | - Kuk Harrell, Jay-Z, Christopher Stewart & The-Dream for "Umbrella" performed by Rihanna featuring Jay-Z | [ 46 ]  |
| 2009   | Guy Berryman Jonny Buckland Will Champion Chris Martin          | Anh Quốc                   | "Viva la Vida"                               | Coldplay                        | - Sara Bareilles cho "Love Song" do Sara Bareilles trình diễn | [ 47 ]  |
| 2010   | Thaddis Harrell Beyoncé Knowles Terius Nash Christopher Stewart | Hoa Kỳ                     | "Single Ladies (Put a Ring on It)"           | Beyoncé                         | - Liz Rose & Taylor Swift cho "You Belong With Me" do Taylor Swift trình diễn. | [ 48 ]  |
| 2011   | Dave Haywood Josh Kear Charles Kelley Hillary Scott             | Hoa Kỳ                     | "Need You Now" *                             | Lady Antebellum                 | - Alexander Grant, Skylar Grey & Marshall Mathers cho "Love the Way You Lie" do Eminem và Rihanna trình diễn | [ 49 ]  |
| 2012   | Adele Adkins Paul Epworth                                       | Anh Quốc                   | "Rolling in the Deep" *                      | Adele                           | - Justin Vernon cho "Holocene" do Bon Iver trình diễn. | [ 50 ]  |
| 2013   | Nate Ruess Jack Antonoff Jeff Bhasker Andrew Dost               | Hoa Kỳ                     | "We Are Young"                               | Fun và Janelle Monáe            | - Jörgen Elofsson, David Gamson, Greg Kurstin & Ali Tamposi cho "Stronger (What Doesn't Kill You)" do Kelly Clarkson trình diễn | [ 51 ]  |
| 2014   | Joel Little Ella Yelich-O'Connor                                | New Zealand                | "Royals"                                     | Lorde                           | - Ben Haggerty, Mary Lambert, & Ryan Lewis cho "Same Love" do Macklemore & Ryan Lewis trình diễn |         |
| 2015   | James Napier William Phillips Sam Smith                         | Anh Quốc                   | "Stay with Me" (bản Darkchild) *             | Sam Smith                       | - Andrew Hozier-Byrne cho "Take Me to Church" do Hozier trình diễn - Sia Furler & Jesse Shatkin cho "Chandelier" do Sia trình diễn - Max Martin, Shellback & Taylor Swift cho "Shake It Off" do Taylor Swift trình diễn - Kevin Kadish & Meghan Trainor cho "All About That Bass" do Meghan Trainor trình diễn |         |
| 2016   | Ed Sheeran Amy Wadge                                            | Anh Quốc · Wales           | "Thinking Out Loud"                          | Ed Sheeran                      | - Kendrick Duckworth, Mark Anthony Spears & Pharrell Williams cho "Alright" do Kendrick Lamar trình diễn - Max Martin, Shellback & Taylor Swift cho "Blank Space" do Taylor Swift trình diễn - Hillary Lindsey, Lori McKenna & Liz Rose cho "Girl Crush" do Little Big Town trình diễn - Andrew Cedar, Justin Franks, Charles Puth & Cameron Thomaz cho "See You Again" do Wiz Khalifa và Charlie Puth trình diễn | [ 52 ]  |

- ^[I]  Các năm trao giải thường được liên kết với những lễ trao giải năm đó.
- ^[II]  Nghệ sĩ biểu diễn chỉ được xướng tên chứ không cần nhận giải thưởng